# Hyūga (1918)
El Hyūga (日向?), llamado así por la antigua provincia de Hyūga, fue el segundo y último acorazado de la clase Ise de la Armada Imperial Japonesa. Construido en los astilleros de Mitsubishi en Nagasaki, botado el 12 de noviembre de 1916 y completado el 1 de diciembre de 1917, en principio debía ser el cuarto miembro de la clase Fusō, pero los cambios introducidos desde el Ise fueron considerados lo bastante importantes como para crear una nueva clase.

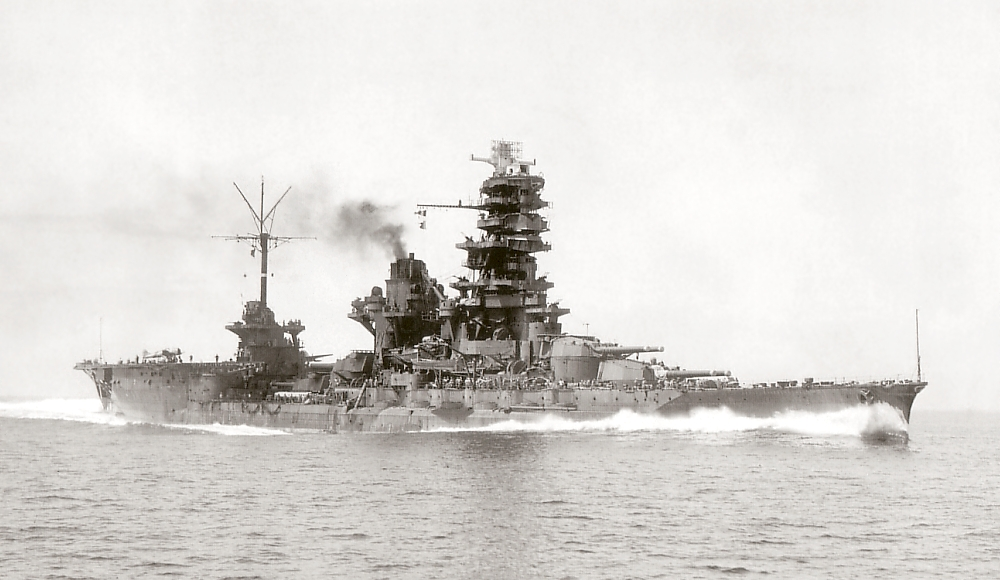
El Hyūga tras su conversión en acorazado-portaaviones.

Al igual que otros acorazados japoneses, experimentó una profunda remodelación y puesta al día a lo largo de 1936, que sin embargo no consiguió igualarlo a un acorazado contemporáneo, quedando relegado a tareas secundarias.
Una segunda y profunda modificación tuvo lugar en 1943, cuando fue reconvertido junto al Ise en un híbrido de acorazado y portaaviones. Sus torretas de popa fueron eliminadas y reemplazadas por un hangar muy elevado, una cubierta de lanzamiento cementada y catapultas. 
En las postrimerías de la guerra, fue hundido en su amarre del puerto de Kure el 24 de julio de 1945, siendo desguazado en el mismo lugar entre 1946 y 1947.

## Enlaces externos

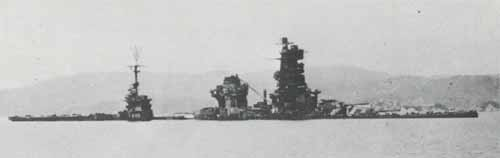
El Hyūga hundido en su amarre.